# Charles Rennie Mackintosh

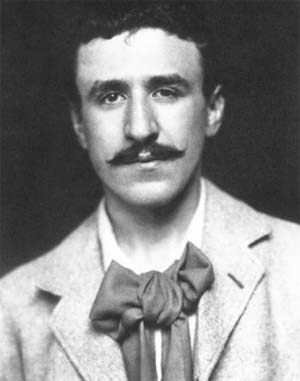
Charles Rennie Mackintosh (um 1900)

Charles Rennie Mackintosh (* 7. Juni 1868 in Glasgow als Charles Rennie MacIntosh; † 10. Dezember 1928 in London) war ein schottischer Architekt, Innenarchitekt, Kunsthandwerker, Designer, Grafiker und Maler. 
Zusammen mit seiner Frau Margaret MacDonald Mackintosh, deren Schwester Frances MacDonald McNair und James Herbert McNair war er Begründer der Gruppe The Four, die entscheidenden Einfluss auf die Glasgow School ausübte. Er war eine der führenden Persönlichkeiten der Art-Nouveau-Bewegung des ausgehenden 19. Jahrhunderts und gab dem modernen Design wichtige Impulse. Seine streng gestalteten Stühle mit hoher Lehne wurden zu Design-Ikonen und werden bis in die Gegenwart nachgebaut. Er war ein wichtiger Vertreter des Arts and Crafts Movement. Zeigten seine anfänglichen Werke Anklänge an den Symbolismus, drückte er sich später vornehmlich in geometrischen Formen aus.

## Leben und Werk
Charles Rennie Mackintosh wuchs als zweites von elf Kindern auf. Sein Vater William MacIntosh war Hauptkommissar bei der Polizei, seine Mutter Margaret Rennie Hausfrau. Sein Vater, ein leidenschaftlicher Hobbygärtner, hielt seine Kinder zur aktiven Arbeit im Garten an. Dies kann Grundlage für seine späteren floralen Designelemente gewesen sein. Außerdem zeichnete er viel bei den ländlichen Ausflügen mit der Familie: Häuser, Pflanzen und Tiere. Mit 16 Jahren trat er 1884 gegen den Willen des Vaters in das Architekturbüro von John Hutchinson ein, da er sich schon früh durch künstlerisches Geschick auszeichnete. Ab dieser Zeit besuchte er auch Abendkurse an der Kunstgewerbeschule. Dort wurde er mit seinen Freunden Herbert MacNair und den Schwestern Margaret und Frances MacDonald unter dem Namen The Four mit bemerkenswerten Beiträgen zum aufblühenden Glasgow Style des britischen Jugendstil bekannt. Nach fünfjähriger Ausbildungszeit verließ er das Büro 1889 und trat in das neugegründete Büro von Honeyman and Keppie als Entwurfszeichner ein. 1890 gewann er ein Reisestipendium und konnte 1891 so einige Monate in Italien zubringen. Schon zu jener Zeit gewann er mehrere Preise für Zeichnungen, Malerei (auch für Aquarelle) und Architektur.

### Frühe Jahre

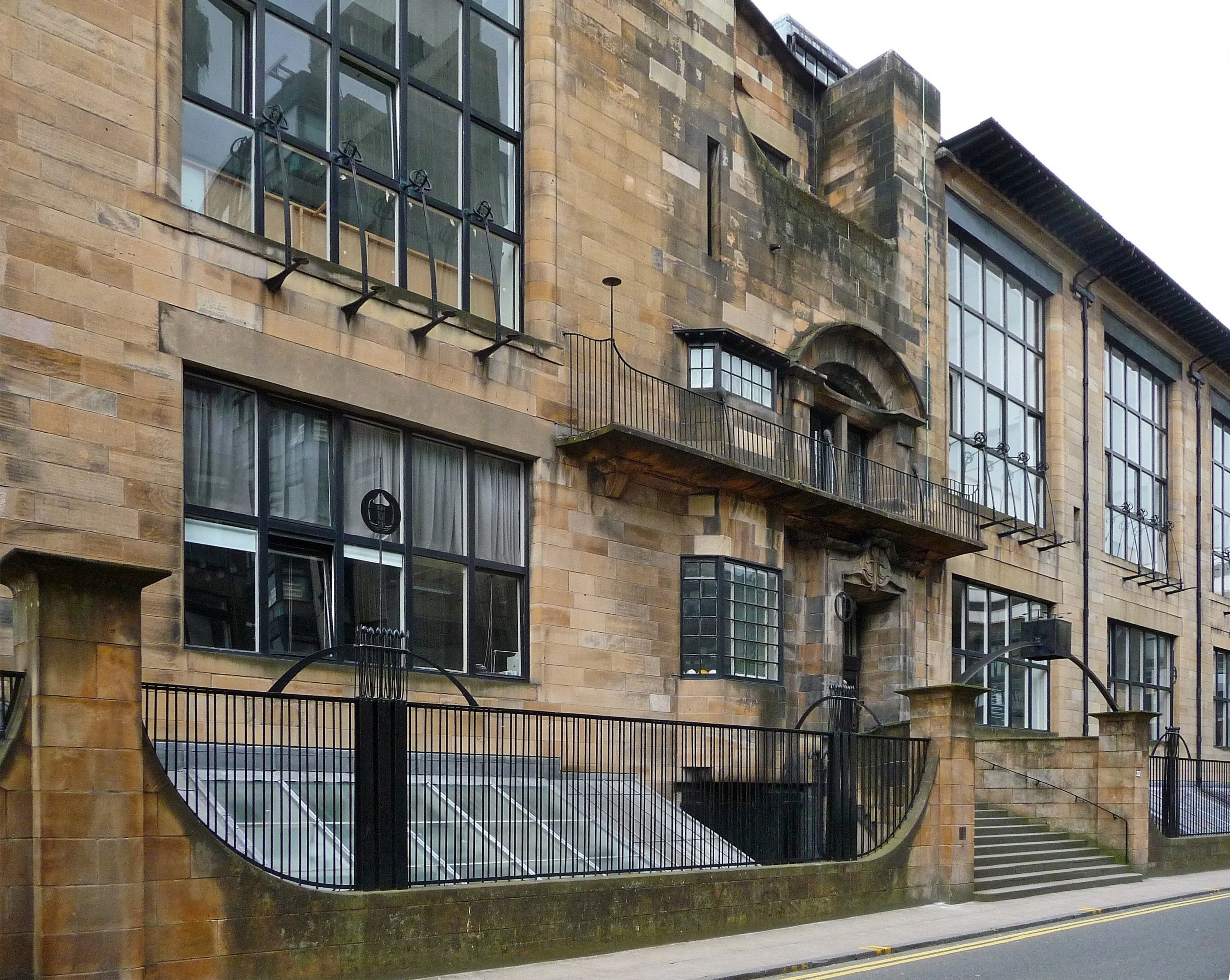
Glasgow School of Art

Sein herausragendes Werk ist die 1897 begonnene Glasgow School of Art in der Renfrew Street 167. Sie wurde durch zwei Feuer 2014 und 2018 stark zerstört. Ihr rechteckiger Baukörper ist weitgehend streng, klar und scheinbar schmucklos gestaltet. Das Büro Honeyman und Keppie hatte den Wettbewerb gewonnen, der Entwurf stammte von Mackintosh. 1907 bis 1909 wurde eine Bibliothek angebaut, die einschließlich des Mobiliars ebenfalls auf einem Entwurf Charles Rennie Mackintoshs beruht. Auch hier dominieren rechte Winkel und Geraden.
Einen Namen als Innenarchitekt machte sich Mackintosh im selben Jahr 1896 außerdem mit seinen Art-Nouveau-Entwürfen für die Teestuben-Kette Cranston, deren Realisation in den Willow Tearooms in Glasgow zu besichtigen ist. Er entwarf ohne finanzielle und künstlerische Vorgaben Gebäude, Mobiliar und Inneneinrichtung, die auch seine berühmten Stuhlentwürfe umfassten. Paradox kann dabei erscheinen, dass die Inhaberin der Teesalons ein engagiertes Mitglied der Antialkoholliga war und Mackintosh dagegen Alkoholiker war.
Die Glasgow School und die Tearooms verhalfen Mackintosh schnell zu internationalem Ruhm. 1898 beendete die Gruppe The Four offiziell ihre Zusammenarbeit. Die Freundschaften bestanden in anderer Form weiter: 1899 heiratete MacNair Frances MacDonald, 1900 Mackintosh Margaret MacDonald. In ihrer Wohnung waren alle Stücke selbst entworfen: Vom Design der Tapeten über Möbel bis hin zum Besteck gemäß dem Anspruch des optischen in sich geschlossenen und ästhetischen Gesamteindrucks der Innenausstattung.

### Fruchtbarste Jahre
1900 beteiligte sich Mackintosh mit seiner Frau erfolgreich an der VIII. Ausstellung der Wiener Secession. Das Ehepaar nahm 1902 unter Beifall an der Ersten Internationalen Ausstellung für moderne dekorative Kunst in Turin teil.
In der Zeit von 1900 bis 1902 schuf Mackintosh nicht nur bedeutende Architektur, sondern auch Inneneinrichtungen. Er entwarf 1901 das Verlagshaus des Daily Records und beteiligte sich im selben Jahr an dem Wettbewerb der Zeitschrift Innendekoration für Bau samt Innen- und Außengestaltung des Hauses eines Kunstfreunds; diese Entwurfszeichnungen waren für die Architekturentwicklung Europas wegweisend. Er kombinierte hier, wie auch im Hill House, vollständig weiße und mit dunkler Eiche vertäfelte Räume. Das berühmte Hill House entstand zwischen 1902 und 1904 in Helensburgh nördlich von Glasgow. Bei vielen seiner Projekte, so auch beim Hill House, handelte es sich um „Gesamtkunstwerke“ von Architektur und Design: Gestaltung der Außenfront, der Innenräume, einschließlich Möbeln, Textilien usw. Häufig arbeitete er bei der Innenausstattung mit seiner Frau Margaret zusammen.
Seine weißen Inneneinrichtungen übten großen Einfluss auf Joseph Maria Olbrich, aber auch die Architekten und Designer der Wiener Werkstätte Josef Hoffmann und Koloman Moser aus. Der Mäzen der Wiener Secession und anschließend der Wiener Werkstätte Fritz Waerndorfer beauftragte ihn 1902 mit der Gestaltung eines Musiksalons. Wie bei vielen anderen Künstlern seiner Zeit zeigten sich Einwirkungen des Japonismus.
Gemeinsam mit Mackay Hugh Baillie Scott entwarf er Serienmöbel und Gebrauchsgegenstände für den Möbelfabrikanten Karl Schmidt-Hellerau. Die Künstler wurden anteilig am Umsatz beteiligt und ihre Namen wurden in den Produktkatalogen der Deutsche Werkstätten Hellerau angegeben, was zu jener Zeit ein Novum war. 1903/1904 wurden ihre Arbeiten in der Ausstellung Heirat und Hausrat in Dresden gezeigt.
Mackintosh trat – nachdem er im Auftrag des Architekturbüros Honeyman und Keppie zahlreiche erfolgreiche Planungen ausgearbeitet hatte – 1904 als Partner bei und blieb dies bis 1913.

### Niedergang
Wegen wirtschaftlicher Schwierigkeiten der Branche wurde die Verbindung zu Honeyman und Keppie 1913 aufgelöst. Kunden drohten wegen Unzuverlässigkeit Mackintoshs Aufträge abzuziehen. Der Versuch eigenständig tätig zu werden, scheiterte. 1914 verließ Mackintosh mit seiner Frau Glasgow, um sich in Walberswick in Suffolk zu erholen. Dort begann er vermehrt im Rahmen einer Künstlerkolonie Aquarelle zu malen. Da der Ausbruch des Ersten Weltkriegs einen Umzug zu Freunden nach Wien verhinderte, übersiedelte das kinderlose Ehepaar nach London.
Das Leben während des Krieges wurde schwer. Mackintosh verdiente einiges an Geld durch den Entwurf von „rhythmisch gemusterten“ Textilen in bunten Farben für Foxton’s und Selfton’s, die bereits Züge des späteren Art déco trugen. Obwohl er weiterhin im Besitz all seiner Fähigkeiten war, wurden keine seiner folgenden Projekte – z. B. Entwürfe von Fabrikgebäuden sowie Gebäudekomplexen für Geschäfte und Büros – verwirklicht. Sein letztes Architekturprojekt 1920, ein radikaler Theaterbau für Margaret Morris in London, Chelsea, wurde von den Behörden nicht genehmigt.

### Ende
Dem finanziellen Ruin nahe, entschlossen sich die Mackintoshs in die Pyrenäen zu ziehen, da dort die Lebenshaltungskosten niedriger waren als in London. Über Ille-sur-Têt kamen sie nach Mont-Louis. Auch sollte die Höhenlage von 1.600 Metern Mackintoshs angeschlagene Gesundheit verbessern. In den Wintermonaten 1925 und 1926 wohnten sie im Hotel du Commerce im wenig entfernten Port-Vendres; dort ist heute eine Gedenkplakette angebracht. Vermehrt malte Mackintosh Aquarelle von Motiven der Umgebung (Port Vendres, Collioure, Amélie-les-Bains-Palalda, Ille-sur-Têt, Mont-Louis).
Während sich seine Frau aus medizinischen Gründen in London aufhielt, wurde die desaströse finanzielle Lage Mackintoshs in seinen Briefen an sie offenbar: Er machte sich Sorgen um Geld für Malutensilien und Porto. Nach Margarets Rückkehr hielten sie sich nochmals in Mont-Louis auf, bevor Mackintosh ernsthaft erkrankte: 1927 wurde in London Zungenkrebs diagnostiziert. Die Behandlung konnte er selbst nicht bezahlen. Mittellos irrten sie durch London, bis der alkoholkranke Mackintosh starb. Nach dem Tod seiner Witwe vier Jahre später wurde der Nachlass – als wertlos eingestuft – für ein paar Pfund verkauft. Schon nach Mackintoshs Tod war ein Mahagoni-Sekretär für 21 Pfund verkauft worden, der 1979 für eine Million Pfund zurück erworben wurde.

### Postume Würdigungen
- Sein Wohnhaus wurde 1963 von der Stadt Glasgow abgerissen; der Flur, das dunkle Speisezimmer, der weiße Salon und das Schlafzimmer bekamen in den späten 1970er Jahren in der Hunterian Gallery ein neues Zuhause.[15]
- Im Jahr 1988 wurde eine Rosenneuzüchtung von David Austin zu Ehren von Charles Rennie Mackintosh nach ihm benannt.
- In den 1990er Jahren wurde im Bellahouston Park das House for an Art Lover nach Mackintoshs Plänen aus dem Jahr 1901 durch den Ingenieur und Kunstfreund Graham Roxburgh errichtet, welches ihn fast in den Ruin trieb.[14]
- Esther Freud machte Mackintosh in ihrem Roman Mein Jahr mit Mr Mac (2016)[16] zum titelgebenden Handlungsträger und bezog sich dabei in freier Anlehnung auf dessen beginnenden „Niedergang“ während des Ersten Weltkriegs.
- Die Stadt Glasgow würdigte das Leben und Schaffen von Mackintosh (und seinen Weggefährten) im Jubiläumsjahr seines 150. Geburtstags 2018.[17]
- Obwohl alle vier von Mackintosh gestalteten Teasalons im Laufe der Zeit verschwanden, werden seit 1983 der Willow Tearooms in der Buchanan Street[18] (inspiriert durch die Arbeit von Mackintosh) betrieben. Das Gebäude des Willow Tearooms in der Sauchiehall Street Nr. 217 und das Nachbargebäude Nr. 215 dagegen wurde von dem The Willow Tea Rooms Trust,[19] einer Scottish Charitable Incorporated Organisation, erworben[14] und im Juni 2018 eröffnet: Der ehemalige Tea Room wurde vollständig wiederhergestellt und seiner alten Bestimmung zugeführt. Im Nebengebäude ist ein Mackintosh-Shop entstanden; dort sollen weitere Räumlichkeiten eingerichtet werden.
- In Lissabon steht ein Haus (Casa dos Acores), welches einem Schüler Mackintoshs zugeschrieben wird.

## Bauwerke
- 1893–1895: Glasgow Herald Building (Glasgow, Schottland).
- 1895–1896: Martyrs’ Public School (Glasgow, Schottland).
- 1896–1909: Glasgow School of Art (Schottland). [Nach Bränden 2014 und 2018 fast vollständig zerstört.]
- 1898: Queen’s Cross Church (Glasgow, Schottland).
- 1900–1901: Windyhill (Kilmacolm, Renfrewshire).
- 1901: Entwurf für das Haus eines Kunstfreundes (Glasgow, Schottland). [Rekonstruktion von 1990 im Bellahouston Park]
- 1901–1904: Daily Record Building, Renford Lane (Glasgow, Schottland).
- 1903: Hill House (Helensburgh, Schottland).
- 1903–1904, 1917: The Willow Tearooms (Glasgow, Schottland).
- 1903–1906: Scotland Street School Museum of Education (Glasgow, Schottland).
- 1904–1906: Auchenibert (Killearn, Stirlingshire, Schottland).

## Ausstellungen (Auswahl)
- 2018: Charles Rennie Mackintosh Making the Glasgow Style, Kelvingrove Art Gallery and Museum, Glasgow, Schottland.

## Werke (Auswahl)

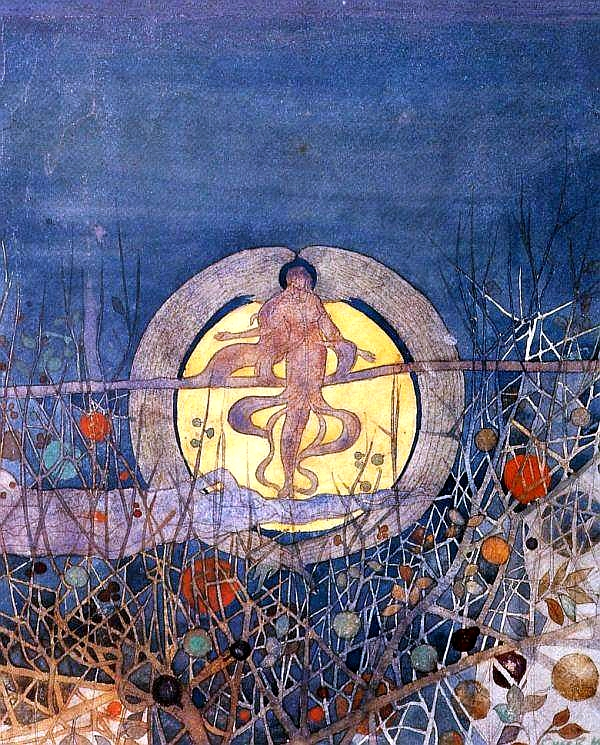
The Harvest Moon, 1892 (Aquarell)
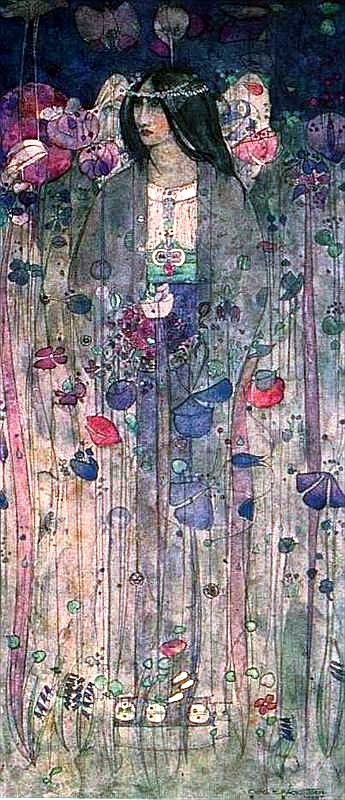
In Fairyland, 1897 (Aquarell)
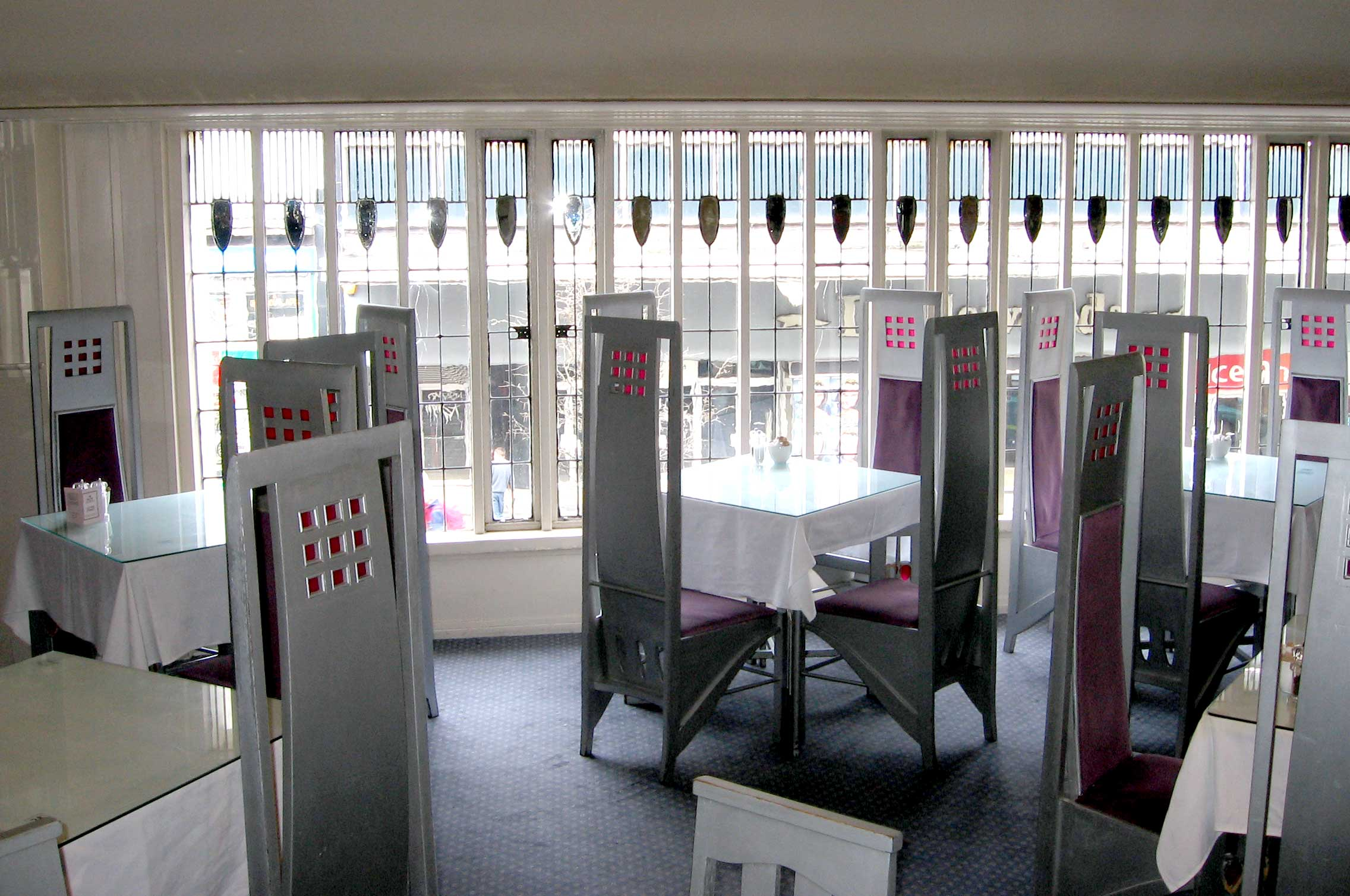
Room de Luxe, nach Restaurierung, im Teesalon Willow Tearooms
Eingang zur Glasgow School of Art (2006)
Fassade der von Charles Rennie Mackintosh entworfenen Glasgow School of Art; Fensterbänder und Steinfassadenfläche (2006)
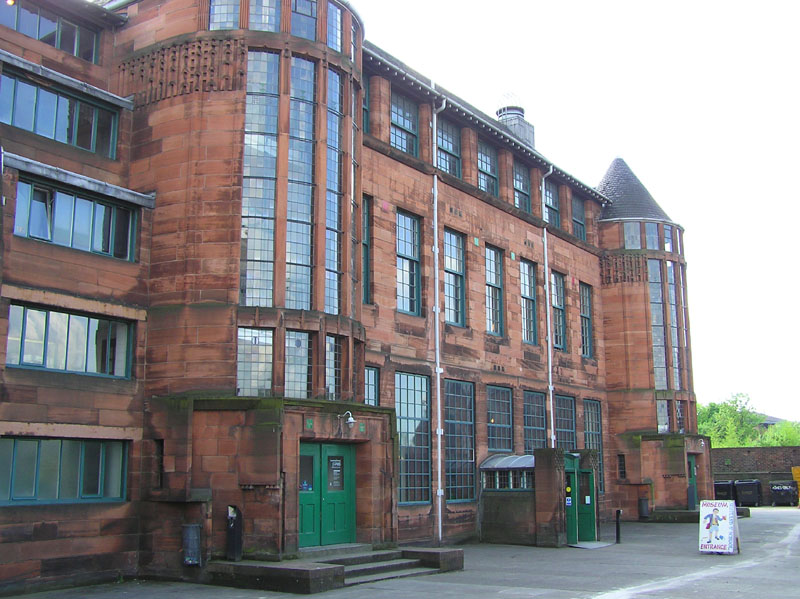
Scotland Street School in Glasgow
Eingang für die Schüler zur von Charles Rennie Mackintosh entworfenen Scotland Street School in Glasgow
Scotland Street School, Fensterelement und Eingangstor
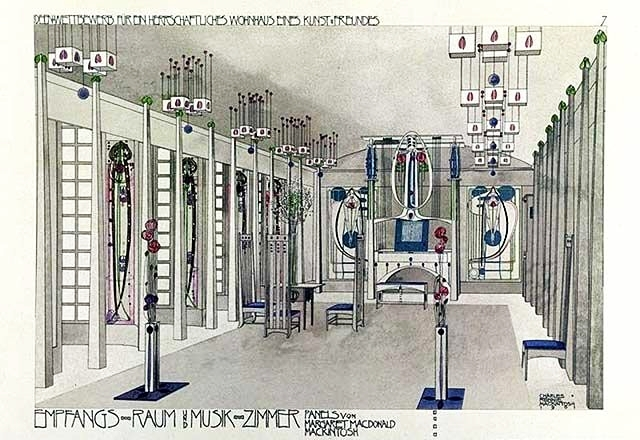
Entwurf für einen Musik- und Empfangsraum, 1901, im Wettbewerb für das Haus eines Kunstfreundes
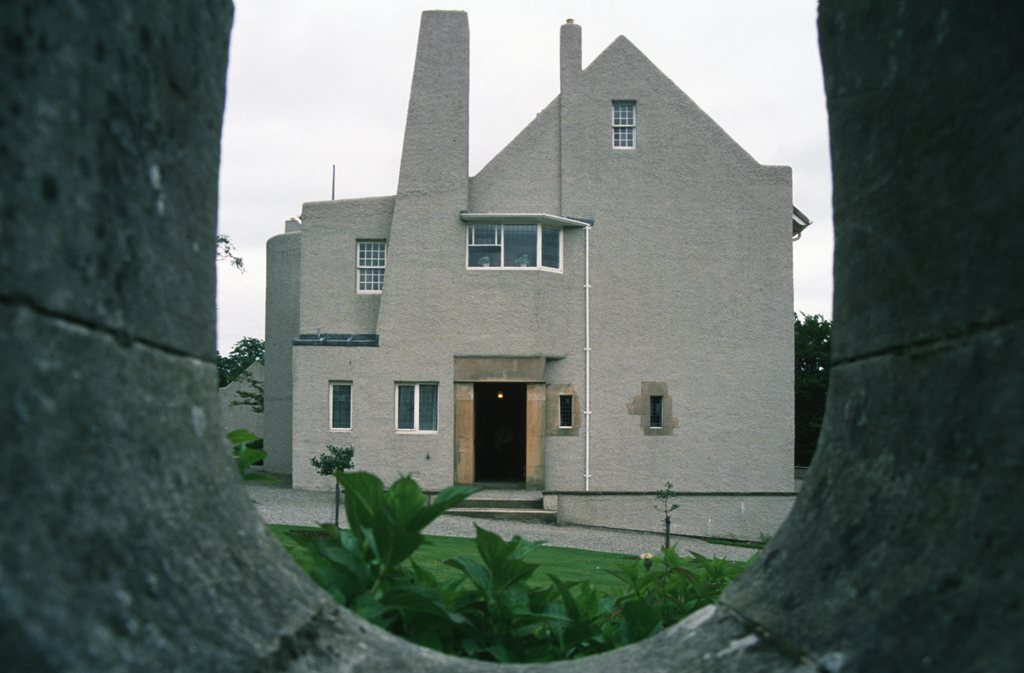
The Hill House, 1902–1904
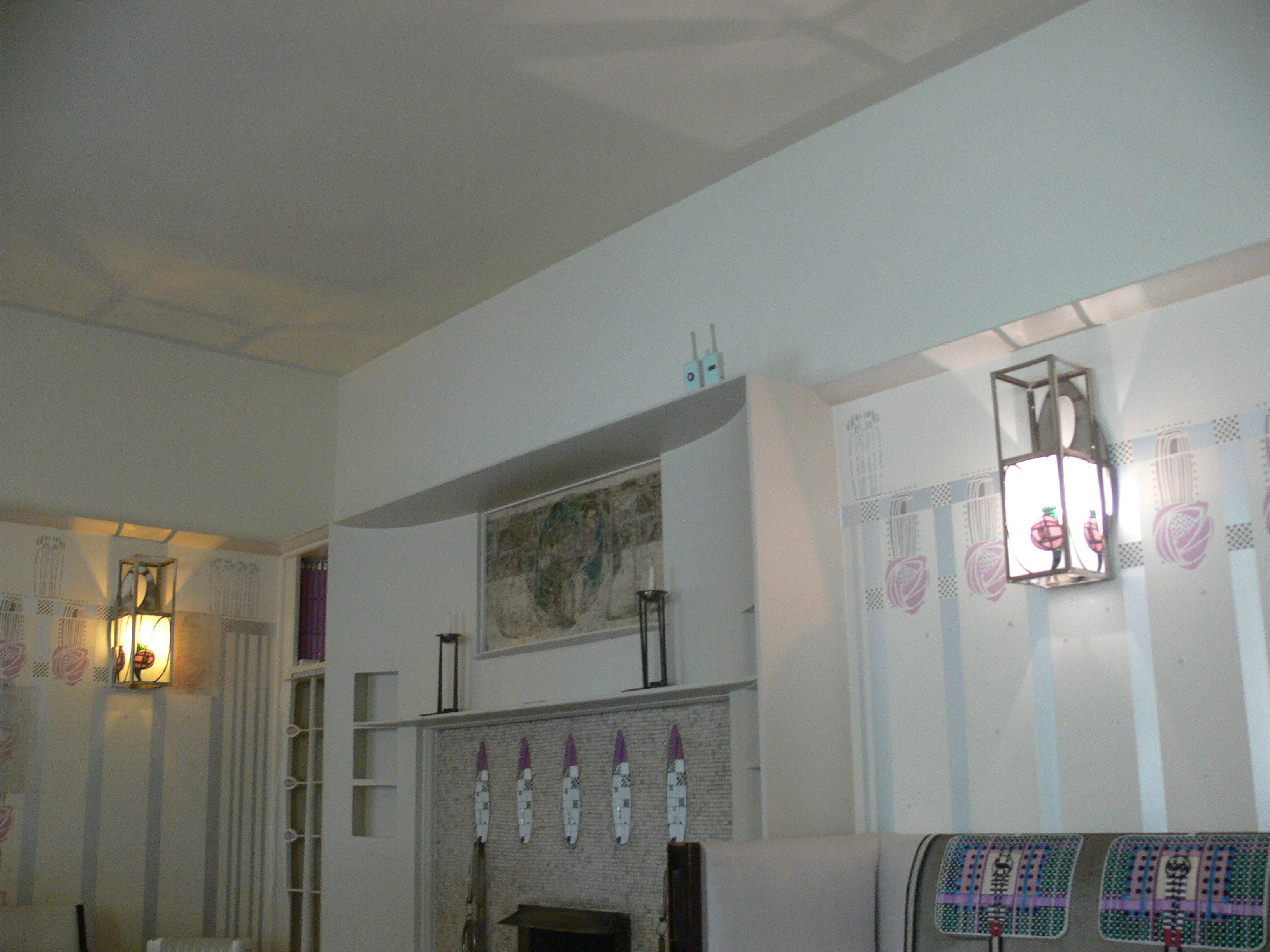
The Hill House, Teil der Innenausstattung
Fassade The Daily Record Building
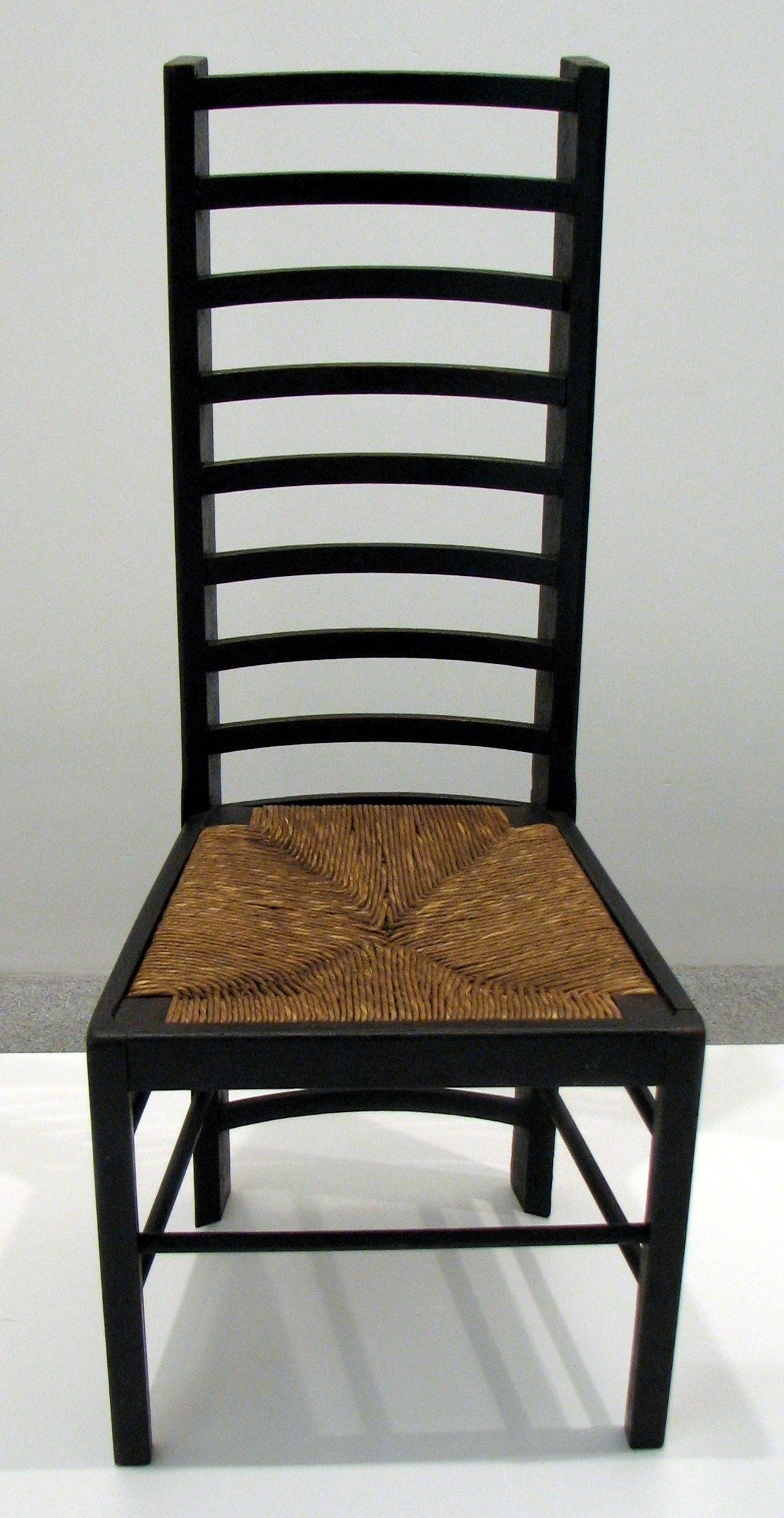
Stuhl, 1903
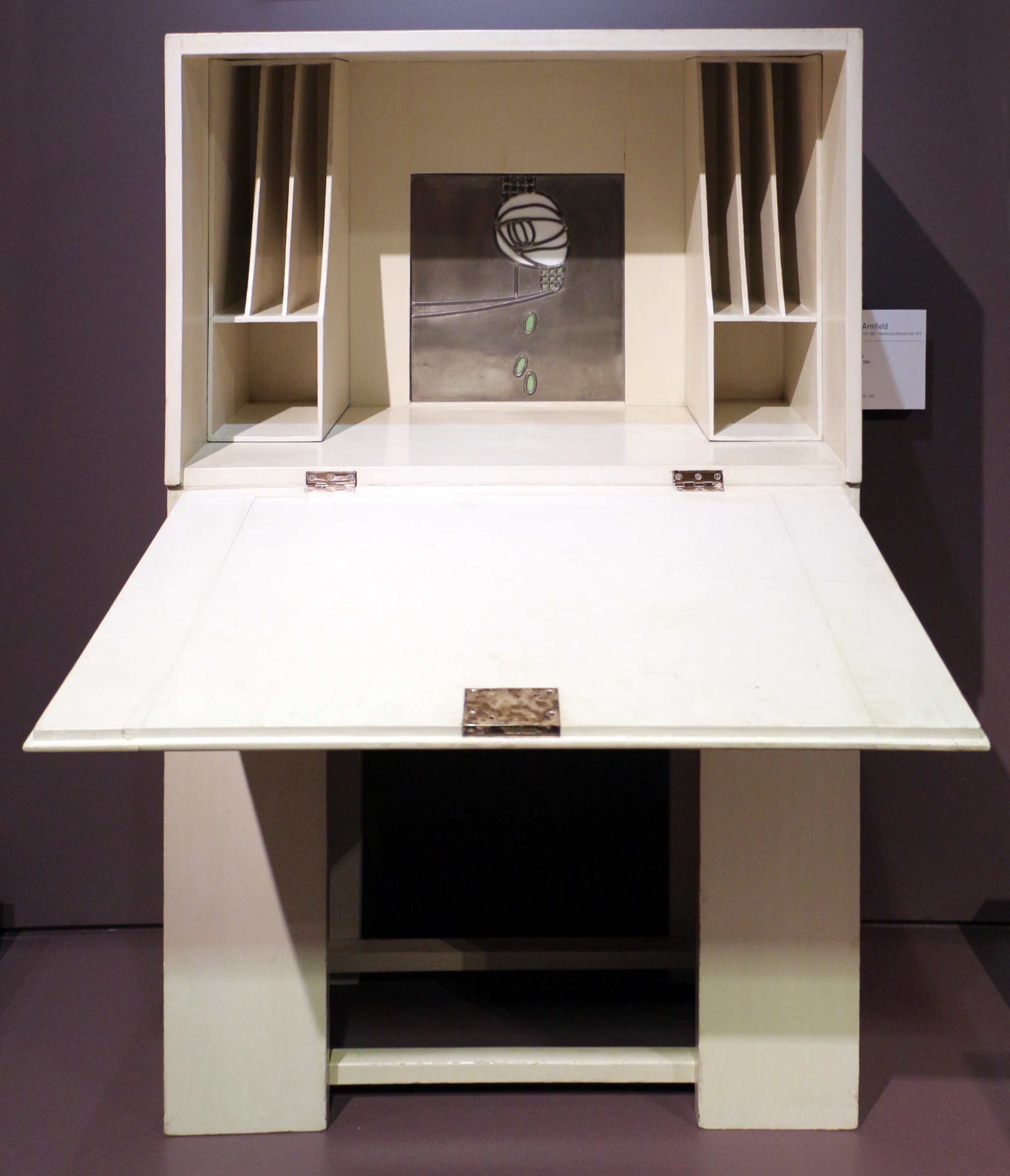
Sekretär, 1903/1904
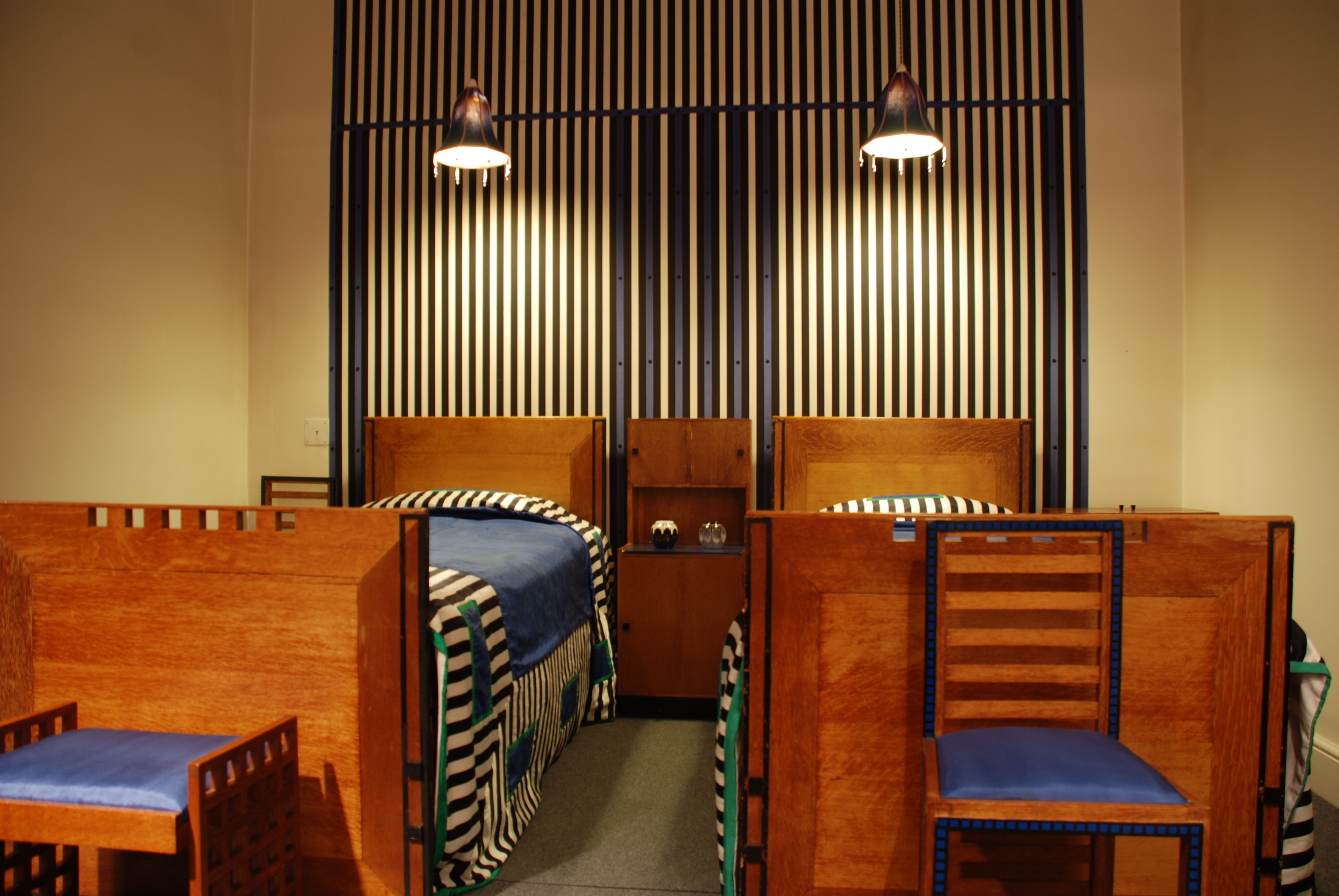
Schlafzimmermöbel
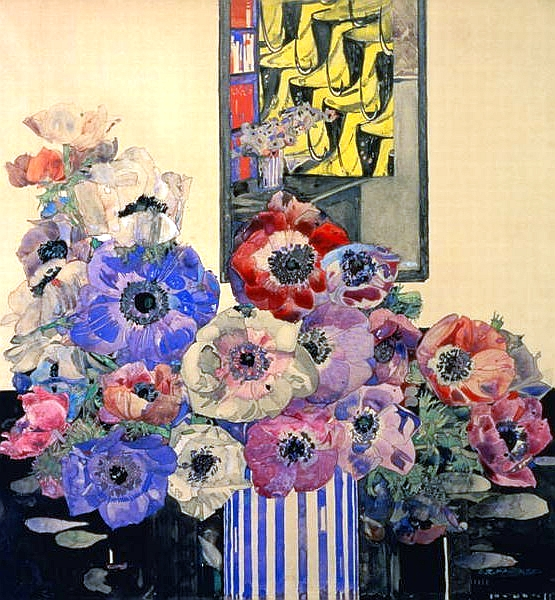
Stillleben mit Anemonen, unbekanntes Datum (Aquarell)
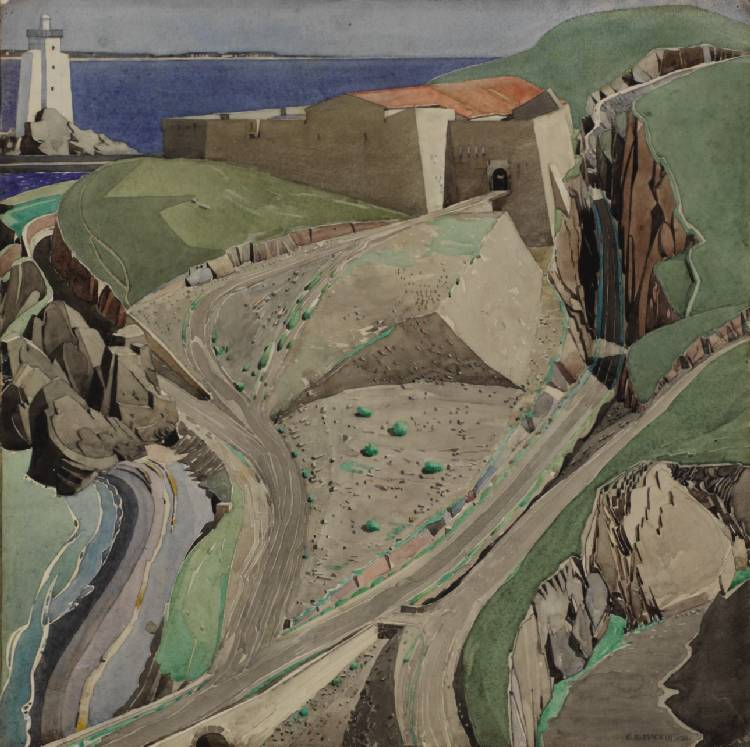
Das Fort, 1925/1926 (Bleistift und Aquarell)
Art Trail in Port Vendres: Reproduktion des Aquarells The Fort Mailly am Originalschauplatz
Dieses Haus in Lissabon – Casa dos Acores – wird einem Schüler des schottischen Architekten Charles Rennie Mackintosh zugeschrieben